# Olympische Sommerspiele 1900/Schwimmen – 1000 m Freistil (Männer)
Der Schwimmwettkampf über 1000 Meter Freistil der Männer bei den Olympischen Spielen 1900 in Paris wurde vom 11. bis 12. August 1900 ausgetragen. Es war die erste und bis heute einzige Austragung des Wettbewerbs. Olympiasieger wurde John Arthur Jarvis aus dem Vereinigten Königreich. Silber gewann der Österreicher Otto Wahle und Bronze ging an Zoltán Halmay aus Ungarn.

## Rekorde
Vor Beginn der Olympischen Spiele war folgender Rekord gültig:
| Olympischer Rekord | nie ausgetragen |

Folgender neuer Rekord wurde aufgestellt:
| Olympischer Rekord | 13:40,2 min | John Arthur Jarvis | Finale |

## Ergebnisse

### Vorläufe
Der schnellste Athlet eines jeden Laufs sowie die sechs weiteren Zeitschnellsten aller Läufe qualifizierten sich für das Finale.
Lauf 1
| Rang | Athlet             | Nation         | Zeit        | Anm. |
| ---- | ------------------ | -------------- | ----------- | ---- |
| 1    | John Arthur Jarvis | Großbritannien | 14:28,6 min |      |
| 2    | Maurice Hochepied  | Frankreich     | 17:13,2 min |      |
| 3    | Erik Eriksson      | Schweden       | 17:41,2 min |      |
| 4    | Fumouze            | Frankreich     | 18:00,0 min |      |

Lauf 2
| Rang | Athlet         | Nation     | Zeit        | Anm. |
| ---- | -------------- | ---------- | ----------- | ---- |
| 1    | Jules Verbecke | Frankreich | 17:18,0 min |      |
| 2    | Lué            | Frankreich | 24:15,0 min |      |
| 3    | Lapostolet     | Frankreich | 25:52,0 min |      |
|      | Souchu         | Frankreich | DNF         |      |

Lauf 3
| Rang | Athlet             | Nation     | Zeit        | Anm. |
| ---- | ------------------ | ---------- | ----------- | ---- |
| 1    | Zoltán Halmay      | Ungarn     | 14:52,0 min |      |
| 2    | Otto Wahle         | Österreich | 15:27,0 min |      |
| 3    | Georges Leuillieux | Frankreich | 17:09,6 min |      |
| 4    | Désiré Mérchez     | Frankreich | 18:17,2 min |      |

Lauf 4
| Rang | Athlet                 | Nation          | Zeit        | Anm. |
| ---- | ---------------------- | --------------- | ----------- | ---- |
| 1    | Max Hainle             | Deutsches Reich | 15:54,0 min |      |
| 2    | Thomas William Burgess | Frankreich      | 16:54,0 min |      |
| 3    | Louis Martin           | Frankreich      | 16:58,0 min |      |
| 4    | Texier                 | Frankreich      | 21:33,0 min |      |

### Finale
| Rang | Athlet                 | Nation          | Zeit        | Anm. |
| ---- | ---------------------- | --------------- | ----------- | ---- |
| 1    | John Arthur Jarvis     | Großbritannien  | 13:40,2 min | OR   |
| 2    | Otto Wahle             | Österreich      | 14:53,6 min |      |
| 3    | Zoltán Halmay          | Ungarn          | 15:16,4 min |      |
| 4    | Max Hainle             | Deutsches Reich | 15:22,6 min |      |
| 5    | Louis Martin           | Frankreich      | 16:30,4 min |      |
| 6    | Georges Leuillieux     | Frankreich      | 16:53,2 min |      |
| 7    | Maurice Hochepied      | Frankreich      | 16:53,4 min |      |
| 8    | Jules Verbecke         | Frankreich      | 17:13,8 min |      |
| 9    | Erik Eriksson          | Schweden        | 17:50,0 min |      |
|      | Thomas William Burgess | Frankreich      | DNF         |      |